# 吳子瑜
吳子瑜（1885年7月14日—1951年5月15日），又名吳東碧，字少侯，號小魯，彰化縣藍興堡人（今臺中市太平區），台灣日治時期中部仕紳、詩人。吳子瑜生於彰化縣藍興堡（今臺中市太平區），系出台南吳郡山家族的一支。吳家在台灣清領時期和日治時期累積了大量的財富，為台灣日治時期少見的富豪之一。父親吳鸞旂為光緒年間監生，日治時期曾任台中縣參事、台中廳參事。吳子瑜為人豪爽闊綽，時人稱之「東璧舍」。吳子瑜長女為吳燕生，長子吳京生（過繼給義母弟吳東珠）。

## 生平
1913年，吳子瑜赴中國北平、上海經營礦山事業。在中國旅居期間，吳子瑜曾與孫中山、吳佩孚、梁啟超等民國名流來往，吳佩孚甚至認子瑜之女吳燕生為義女。吳子瑜在此期間加入中國國民黨，並多次捐資協助革命。1922年，吳子瑜加入了在北平的台灣人組織的「北京台灣青年會」，支持臺灣議會設置請願運動等台灣島內民族主義活動。1922年3月因父親病篤返台。旅居中國的經歷對吳子瑜的思想有重大的影響，使吳子瑜產生強烈的抗日情緒，在其返台之後，不斷於暗地從事政治、經濟與文化抗日的活動。
回臺後半年，父親吳鸞旂病逝。吳子瑜接掌家中產業，並遵父親遺囑，於臺中太平庄冬瓜山（今臺中市太平區）下建造祖墳、別墅花園。1922年創立「春英株式會社」並擔任社長。1925年創立「吳鸞旂實業株式會社」並任社長，該會社據紀載主要是從事土地買賣，後更名為「吳鸞旂拓殖株式會社」。1926年擔任「大東信託株式會社」副社長。
1935年，吳子瑜舉家搬遷至中國，但旋即於1937年經商不順而返台。1936年於台中建築「天外天劇場」，劇場內經營有食堂、喫茶店、賣店、咖啡店、跳舞場，轟動一時。另曾被選任為台中市協議會員。1937年後多次與女兒吳燕生一同參與詩社聯吟，1951年過世。
吳子瑜一生出資完成許多建設，不少至今猶存。其中吳鸞旂墓園建於1922年，又稱吳家花園，位於今臺中市太平區。為吳子瑜遵父親遺囑修建而成，佔地十餘甲。並於墓旁修築東山別墅，四周修築粉牆，園內建有紅磚洋樓、廳堂、噴水池、石橋、亭台樓閣、流水造景等，及種植五百多棵荔枝樹，當年規模不下於霧峰林家。吳子瑜的祖父吳景春、父親吳鸞旂、吳子瑜本人與其女吳燕生等吳家族人均葬於此。吳子瑜常於東山別墅舉辦櫟社詩友的聚會，留下諸多詩詞。
吳子瑜在台中之住宅和東山別墅後來賣予基隆顏家顏欽賢。另一項為天外天戲院，昭和11年（1936年），吳子瑜出資在臺中後火車站附近建造，為臺灣當時規模最大的民營歐式戲院，也是臺中繼樂舞台之後第二座由臺灣人投資興建的現代化劇場。第二次世界大戰戰後曾一度改為「國際戲院」，後曾改營製冰廠、釣蝦場，最後將一樓打通作為停車場，甚至還拆除屋頂，加蓋鴿舍養鴿。2021年2月已遭拆除。

## 文學活動與作品
吳子瑜本身漢學造詣頗深，1926年加入櫟社。吳子瑜常於太平東山別墅及怡園（今天外天劇場位址）招待櫟社詩友，且出手闊綽。1925年創立「怡社」，並自任社長。此外還參與「樗社」、「東墩吟社」等詩社。作品收錄在施懿琳、余美玲編《曲水遺風韻事賡—吳鸞旂、吳子瑜、吳燕生詩文史料選集》中。

## 外部連結
文學文物典藏系統